# Wilhelm Örnberg
Wilhelm Teodor Örnberg, född 24 januari 1872 i Östersund, död 7 februari 1955 i  Östersund, var en svensk banktjänsteman och målare.
Han var son till köpmannen Erik Paul Örnberg och Charlotta Björklind och gift med Maria M Årre samt far till Ture Anders Lennart Örnberg. Efter läroverksstudier i Sundvall anställdes han vid Mons trävarubolag innan han fick anställning vid Sundsvalls enskilda bank i Östersund. Han började måla som amatör redan i unga år och lyckades utveckla sin konst till en högt driven skicklighet och övergick omkring 1932 till att arbeta med sitt konstnärskap på heltid. Han medverkade ett flertal gånger i samlingsutställningar med Sällskapet för jämtländsk konstkultur och Jämtlands konstförenings utställningar. Hans konst består av äldre stadsbilder från gamla Sundsvall utförda i olja eller akvarell. Örnberg är representerad vid Östersunds stadsmuseum.   